# Joannes Groen
Joannes Groen MSF (* 15. Dezember 1891 in Grosthuizen; † 18. April 1953) war ein niederländischer Priester und Apostolischer Vikar von Bandjarmasin.

## Leben
Joannes Groen trat der Ordensgemeinschaft der Missionare von der Heiligen Familie bei und empfing am 17. Dezember 1921 die Priesterweihe. Papst Johannes Paul II. ernannte ihn am 10. März 1949 zum Apostolischen Vikar von Bandjarmasin und Titularbischof von Sbida.
Der Bischof von ’s-Hertogenbosch, Willem Pieter Adriaan Maria Mutsaerts, weihte ihn am 16. Juni desselben Jahres zum Bischof; Mitkonsekratoren waren Johannes Petrus Huibers, Bischof von Haarlem, und Francis Xavier Sudartanta Hadisumarta OFMCap, Apostolischer Vikar von Pontianak.